# Sommarmalva
Sommarmalva eller Sommarpoppelros (Lavatera trimestris) är en art i familjen malvaväxter från Medelhavsområdet.  Arten odlas som ettårig sommarblomma i Sverige och ett flertal sorter förekommer med olika karaktärer.

## Synonymer

### Svenska
- Poppelros

### Vetenskapliga
Althaea trimestris (L.) O.Kuntze
Lavatera africana Miller
Lavatera alba Medikus
Lavatera althaeifolia Miller
Lavatera grandiflora Lamarck
Lavatera grandiflora Moench
Lavatera mauritanica Desfontaines
Lavatera meonantha Link
Lavatera pseudotrimestris Rouy ex Pereira Continho
Lavatera rigoi Porta
Lavatera rosea Medikus
Lavatera splendens hort.
Lavatera trimestris var malviformis Ball
Lavatera trimestris var. alba hort.
Lavatera trimestris var. brachypoda Pérez Lara
Lavatera trimestris var. grandiflora hort.
Lavatera trimestris var. rosea-splendens hort.
Lavatera trimestris var. splendens hort.
Malva trimestris (L.) Salisbury
Stegia lavatera de Candolle
Stegia trimestris (L.) Risso
Stegia trimestris (L.) T.Luque & J.A.Devesa
Stegia trimestris var. brachypoda (Pérez Lara) T.Luque & J.A.Devesa